# Pallene (księżyc)
Pallene (Saturn XXXIII) – księżyc Saturna, odkryty wraz z Methone na zdjęciach przesłanych przez sondę Cassini latem 2004 roku.

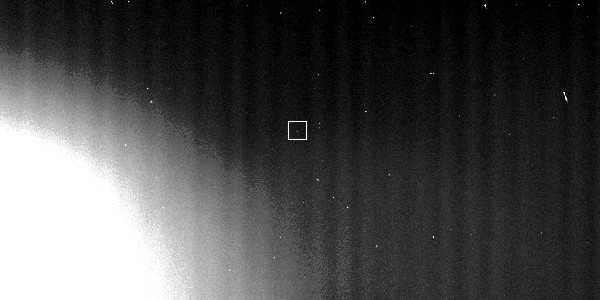
Pierwsze zdjęcie z sondy Cassini. Kwadrat wskazuje położenie księżyca

Pallene została pierwszy raz uwieczniona jeszcze przez sondę Voyager 2, na pojedynczym zdjęciu zrobionym 23 sierpnia 1981 roku i oznaczona tymczasowo S/1981 S 14. Jedno zdjęcie pozwalało jednak tylko oszacować promień orbity księżyca i dopiero obserwacje sondy Cassini pozwoliły odnaleźć ten obiekt.
Nazwa pochodzi od Pallene – jednej z Alkyonid (7 córek Alkyoneusa).